# 라라 파커
라라 파커(Lara Parker, 1937년 10월 27일 ~ 2023년 10월 12일)는 미국의 배우이다.
녹스빌에서 태어났다.

## 출연 작품

### 영화
- 안녕 엄마 (1970)
- 호랑이를 구하라 (1973) - 마고 역
- 살인 검문 (1990, The China Lake Murders)
- 다크 섀도우 (2012) - 게스트 역

### 텔레비전
- 코작 (1973, 1976)
- 형사 Q (1977, 1978)
- 하와이 파이브-O (1978, 1980)
- Galactica 1980 (1980)
- 원 라이프 투 리브 (1985)